# Чикирев, Виталий Васильевич
Виталий Васильевич Чикирев (род. 11 октября 1979, Горький, Горьковская область, РСФСР, СССР) — российский убийца и насильник, совершивший в 2018 году убийство ресторатора Ирины Ахматовой, взявшей его попутчиком через сервис BlaBlaCar. Убийство женщины вызвало общественный резонанс в России. До совершения убийства Ахматовой Чикирев был дважды судим за совершение изнасилований. В апреле 2021 года он  был осужден и получил уголовное наказание в виде 25 лет лишения свободы. В декабре 2024 года Виталий Чикирев получил вторую волну известности, после того как находясь в тюрьме, дал признательные показания в совершении убийств еще 4 девушек и женщин, которых он согласно его признательным оказаниям убил в период с 2003 по 2004 год.

## Биография
Виталий Чикирев родился 11 октября 1979 года в городе Горький. В начале 1980-х годов вместе с родителями он переехал в город Серпухов, где провел все последующие годы жизни. Чикирев посещал школу № 5, которую окончил в 1995 году. После окончания школы осенью 1997 года Виталий был призван в Вооружённые силы Российской Федерации. Военную службу он проходил на Северном Кавказе в отряде специального назначения «Скиф» и принимал участие во «Второй чеченской войне». После демобилизации в 1999 году Виталий вернулся в Серпухов, где вскоре женился. В последующие несколько лет супруга родила Чикиреву 2 сыновей, однако Виталий не смог адаптироваться к гражданской жизни после службы в армии и участия в боевых действий. После демобилизации он сумел устроиться в ряды Московского ОМОНА, несколько раз выезжал в командировки на территорию Чечни, однако на рабочем месте он характеризовался отрицательно. Непосредственные руководители и коллеги отмечали, что Чикирев обладал вспыльчивым характером, неоднократно провоцировал окружающих на конфликт и демонстрировал склонность к садизму, вследствие чего подвергался дисциплинарным взысканиям, по причине чего в конечном итоге был уволен. Среди друзей и знакомых имел прозвище «Чекист» из-за своих способностей конспирировать деятельность. После увольнения Виталий начал вести маргинальный образ жизни и совершать преступления. В 2004 году он был арестован по обвинению в совершении изнасилования. 1 ноября 2004 года суд признал его виновным и назначил ему уголовное наказание в виде 6 лет лишения свободы. Отбыв в тюремном заключении более 5 лет, Чикирев получил условно-досрочное освобождение и вышел на свободу 13 апреля 2010 года. В этот период он развелся с женой и в течение четырех последующих лет продолжал вести маргинальный образ жизни, зарабатывая на жизнь низкоквалифицированным трудом и случайными заработками. В начале 2014 года он был арестован на территории Нижнего Новгорода по обвинению в совершении нападения, сопряженного с разбоем. Согласно материалам уголовного дела, Чикирев совершил нападение на двух девушек, предоставляющих интимные услуги. Связав их и угрожая им ножом, Чикирев вынудил их отдать ему деньги и ряд других вещей, представляющих материальную ценность. У своих жертв, кроме денег, Виталий похитил три недорогих сотовых телефона и ноутбук. После ареста по ходатайству его адвокатов Чикирев был направлен на судебно-психиатрическую экспертизу для установления степени его вменяемости. По результатам экспертизы он был признан вменяемым, хотя у него и были выявлены психопатические черты характера. В июле 2014 года Нижегородский районный суд Нижнего Новгорода признал его виновным и назначил ему уголовное наказание в виде 7 лет лишения свободы. Обстоятельством, смягчающим наказание, суд признал наличие у Чикирева малолетних сыновей, а также участие им в боевых действиях на территории Северо-Кавказского региона России. Проведя в тюремном заключении более 3 лет, Виталий Чикирев в очередной раз получил условно-досрочное освобождение и вышел на свободу 3 октября 2017 года.

## Убийство Ирины Ахматовой
Вечером 23 декабря  2018 года Виталий Чикирев убил 29-летнюю Ирину Ахматову, директора двух ресторанов быстрого питания «Burger King». Вечером 23 декабря женщина вышла из торгового центра, расположенного на улице Верхняя Красносельская, села в свой автомобиль марки «Audi A4» коричневого цвета» и позвонила мужу Дмитрию, который с 9-летней дочерью находился в Туле у своих родителей. Ахматова намеревалась отправиться в Тулу. Перед поездкой она дала объявление в сервисе «BlaBlaCar» для поиска попутчиков. На объявление откликнулся Виталий Чикирев, который имел в сервисе «BlaBlaCar» два аккаунта с вымышленными именами и фотографиями. Он забронировал три пассажирских места в салоне автомобиля Ирины Ахматовой используя оба своих аккаунта. Во время встречи с ней около станции метро «Аннино» он представился одним из ее попутчиков по фамилии Саломатин. Два других места, которые Чикирев забронировал с другого аккаунта остались свободными, вследствие чего во время поездки они с Ахматовой находились в машине вдвоем. По пути в Тулу около 23.00 часов по просьбе Чикирева, Ахматова остановила автомобиль на обочине трассы М-2 «Крым» на территории Серпуховского района Москвы. В этот момент угрожая оружием, Чикирев потребовал у женщины деньги, ювелирные украшения и другие предметы, представляющие материальную ценность, но Ахаматова ему отказала, после чего он нанес Ирине несколько ударов в голову и задушил ее. Когда Ахматова перестала перестала подавать признаки жизни, Чикирев раздел труп, вытащил его из автомобиля и оттащил его в ближайшую лесопосадку, где присыпал снегом и ветками. Обыскав салон и вещи убитой, Чикирев нашел деньги, после чего сел за руль и отправился в Ярославль, где жила его бывшая жена. В Ярославле, на парковке одного из торговых центров в Джержинском районе города он открутил от него пластины с автомобильными номерами и тщательно вымыл салон, после чего оставил машину и скрылся. Автомобиль Ахматовой был обнаружен через два дня на парковке у гипермаркета на Ленинградском проспекте. Личность владельца машины сотрудникам правоохранительных органов удалось установить достаточно быстро, потому как пластины с автомобильными номерами Чикирев поместил в багажник автомобиля, где они были найдены в ходе осмотра.
Телефон убитой включился на следующий день после ее исчезновения в Ярославле, однако супруг Ирины Ахматовой не смог до нее дозвониться, после чего обратился в правоохранительные органы с заявлением. В заявлении он указал, что во время телефонного разговора вечером 23 декабря, супруга заявила ему, что зарегистрировалась в сервисе «BlaBlaCar» и по пути в Тулу возьмет пассажиров — двух женщин и мужчину, которые должны встретиться с ней у станции метро «Аннино». Исчезновение Ирины Ахматовой вызвало общественный резонанс в Москве и активно освещалось в СМИ.  
Женщину разыскивали в Москве, а также на территории Московской, Тульской и Ярославской областях. В поисках Ахматовой приняли участие волонтёры поискового отряда «ЛизаАлерт» а также пользователи социальной сети  «ВКонтакте», которые впоследствии обнаружили автомобиль убитой женщины в Ярославле. Расследование взял под свой личный контроль председатель Следственного комитета России Александр Иванович Бастрыкин и по его поручению дело было передано в центральный аппарат ведомства. В ходе расследования было установлено, что аккаунты в сервисе «BlaBlaCar», владельцы которых бронировали места пассажиров в автомобиле Ирины Ахамтовой принадлежали Виталию Чикиреву, вследствие чего он был объявлен в федеральный розыск 27 декабря и был арестован 30 декабря 2018 года в городе Гороховец (Владимирская область). Во время первого допроса он признал свою вину. Соответствующее видео пресс-служба Следственного комитета России опубликовала вскоре на канале СКР в видеохостинге YouTube. На допросе Виталий Чикирев заявил, что раскаивается в содеянном, так как не планировал изначально убивать Ахматову, а собирался всего лишь ограбить ее. Автомобиль убитой он планировал продать на запчасти, но передумал после того, как увидел сюжет по телевизору о поисках Ирины Ахматовой, после решил бросить автомобиль на парковке и уехал из Ярославля с помощью того же сервиса «BlaBlaCar» к родственникам во Владимир, где скрывался у знакомого, а затем решил с его помощью бежать в Нижний Новгород. После ареста Чикирев под конвоем был доставлен на место совершения убийства для проведения следственного эксперимента, где на границе Чеховского и Ступинского городских округов указал на присыпанное снегом и ветками обнаженное тело Ирины Ахматовой. Одежду убитой найти не удалось. Чикирев утверждал, что вещи жертвы он раскидал на трассе из окна машины во время поездки в Ярославль. В ходе дальнейших допросов, Чикирев дал признательные показания еще по ряду ограблений. Так он признал свою вину в нападении на женщину в ноябре 2018 года, сопряженном с разбоем. Откликнувшись на ее объявление на «Авито», он явился к ней в квартиру якобы для просмотра сдаваемой в аренду квартиры, где на нее напал и под угрозой оружия похитил ее деньги и ювелирные изделия. В декабре 2018 года, действуя по той же схеме, он явился в квартиру к другой женщине, где в ходе нападения вынудил ее отдать ему деньги и шубу. Также он подозревался  в совершении еще пяти  нападений на женщин, в четырех на территории Ярославской и Владимирской области, и в одном на территории Московской области. Весной 2020 года Виталий Чикирев неожиданно признал свою причастность к совершению еще одного убийства, совершенного в 2010 году. Чикирев утверждал, что после освобождения из тюрьмы в 2010 году он испытывал материальные трудности, вследствие чего стал членом банды «черных риэлторов». Согласно показаниям Чикирева, одной из жертв банды стал мужчина, страдающий алкогольной зависимостью, чью квартиру им в конечном итоге удалось переписать на одного из членов банды. Однако позже выяснилось, что в квартире была прописана девочка, которая являлась дочерью сожительницы обманутого ими мужчины по имени Наталья. Узнав о том, что сожитель переписал квартиру на Чикирева и его сообщников, Наталья потребовала от них крупную сумму денег пообещав взамен выписать из квартиры свою дочь. Чикирев утверждал, что во время встречи с Натальей он совместн ос другим членом банды пытался уговорить ее оставить притязания на квартиру и бесплатно выписать ребенка, но она отказалась, после его сообщник убил Наталью, а он сам принял участии в сокрытии трупа. Исчезновение женщины стало поводом для обращения ее родственников в полицию, вследствие чего Виталий Чикирев был задержан и некоторое время проверялся на причастность к исчезновению Натальи, но он всячески отрицал свою причастность. Так как тело женщины найдено не было, Чикирева в конечном итоге вынуждены были отпустить. В 2020 году на допросе Чикирев заявил, что труп задушенной Натальи он и его сообщник похоронили в лесопосадке за гаражным кооперативом в  городе Протвино и указал месторасположение могилы. В ходе следственного эксперимента его показания подтвердились, так как 29 апреля того же года в указанном им месте были обнаружены скелетированные останки женщины.
30 мая 2020 года СК России завершил расследование по уголовному делу в отношении Виталия Чикирева и направил дело в суд
 Судебный процесс начался в начале 2021 года. 26 апреля того же года Виталий Чикирев был признан виновным по всем пунктам обвинения, после суд назначил ему уголовное наказание в виде 25 лет лишения свободы. 
После осуждения Чикирев был этапирован для отбытия наказания в тюрьму «Владимирский централ». Отбыв в заключении с момента последнего ареста почти 6 лет, в декабре 2024 года он признался еще в четырех убийствах, которые согласно его показаниям, были совершены с 2003 по 2004 годы.

## В массовой культуре
- Документальный фильм «Агрегаторы смерти» из цикла «Честный детектив» (2023)[35]